# Bundesverband Windenergie
Der Bundesverband Windenergie e. V. (BWE) ist ein Fachverband der Windenergiebranche in Deutschland. In ihm sind Planer, Hersteller und Betreiber von Windkraftanlagen sowie sonstige Förderer und Nutzer der Windkraftnutzung zusammengeschlossen. Mit rund 17.000 Mitgliedern ist der BWE der größte eingetragene Verein (e. V.) der Windenergiebranche in Deutschland.
Der Verband entstand 1996 aus dem Zusammenschluss der zuvor zeitweise konkurrierenden Verbände Interessenverband Windkraft Binnenland (IWB) und Deutsche Gesellschaft für Windenergie (DGW). Letzterer wurde 1974 als Verein für Windenergieforschung und -anwendung (VWFA) gegründet.
Die Haupttätigkeitsfelder sind gemäß Satzung:
1. Allgemeine Förderung der Erschließung und Nutzung der Windenergie
2. Unterstützung der Forschung im Bereich Windenergie in Zusammenarbeit mit Hochschulen und anderen Forschungseinrichtungen
3. Verbreitung von Fachinformationen

In diesem Zuge gibt der Verband verschiedene Informationsschriften und andere Medien zur Windenergie und zu anderen Formen der Erneuerbaren Energien heraus, zum Beispiel die Fachzeitschrift neue energie.